# Charinus perquerens
Espèce
Charinus perquerens est une espèce d'amblypyges de la famille des Charinidae.

## Distribution
Cette espèce est endémique d'Amazonas au Brésil. Elle se rencontre vers Manaus.

## Description
La carapace de la femelle holotype mesure 2,81 mm de long sur 4,81 mm.

## Étymologie
Cette espèce est nommée en l'honneur des chercheurs de l'Instituto Nacional de Pesquisas da Amazônia.

## Publication originale
- Miranda, Giupponi, Prendini & Scharff, 2021 : « Systematic revision of the pantropical whip spider family Charinidae Quintero, 1986 (Arachnida, Amblypygi). » European Journal of Taxonomy, no 772, p. 1–409 (texte intégral).